# Harry Milanzi
Harry Milanzi (* 13. März 1978) ist ein ehemaliger sambischer Fußballspieler. Der Stürmer war sambischer Nationalspieler.

## Karriere

### Verein
Er spielte zu Beginn seiner Karriere beim Nchanga Rangers FC, mit dem er 1998 sambischer Meister wurde. Von 2000 bis 2002 war er in Mexiko bei UAT Correcaminos und Atlético Zamora aktiv. Danach kehrte er zu den Nchanga Rangers zurück. Von 2003 bis 2005 spielte Milanzi für die Golden Arrows in Südafrika. Nach einem positiven Dopingtest wurde er allerdings für sechs Monate gesperrt. Danach ging er zum CD Primeiro de Agosto, mit dem er 2006 die angolanische Meisterschaft gewann. Von 2009 bis 2010 stand er beim Ligakonkurrenten Kabuscorp FC do Palanca unter Vertrag.

### Nationalmannschaft
Milanzi wurde zwischen 1998 und 2005 46-mal in die sambische Nationalmannschaft berufen und schoss 14 Tore.